# Hylaeus sandacanensis
Hylaeus sandacanensis là một loài Hymenoptera trong họ Colletidae. Loài này được Cockerell mô tả khoa học năm 1919.